# 자리스키 위상
대수기하학에서 자리스키 위상(영어: Zariski topology)은 대수다양체나 스킴에 일반적으로 주어지는 위상이다. 자리스키 위상에서는 다항식의 해집합을 닫힌 집합으로 정의한다.

## 정의

### 아핀 대수다양체
대수적으로 닫힌 체 위의 유한 차원 아핀 공간 {\displaystyle \mathbb {A} ^{n}}의 자리스키 위상은 다항식의 해집합을 닫힌 집합으로 정의한다. 즉, 자리스키 위상이 주어진 공간 {\displaystyle \mathbb {A} ^{n}}의 닫힌 집합은 다항식의 집합 {\displaystyle S}에 대해
{\displaystyle V(S)=\{x\in \mathbb {A} ^{n}\mid f(x)=0,\forall f\in S\}}
로 주어지고, 이러한 닫힌 집합들의 모임이 위상을 잘 정의한다는 것을 다음 성질을 확인함으로써 증명할 수 있다.
- (S)가 S의 원소들로 생성된 아이디얼인 경우 V(S) = V((S))가 성립한다.
- 임의의 n변수 다항식 아이디얼I, J에 대해
  1. {\displaystyle V(I)\cup V(J)\,=\,V(IJ);}
  2. {\displaystyle V(I)\cap V(J)\,=\,V(I+J).}

{\displaystyle \mathbb {A} ^{n}}안의 아핀 대수다양체의 자리스키 위상은 {\displaystyle \mathbb {A} ^{n}}에 주어진 자리스키 위상의 부분공간 위상으로 정의된다.

### 스킴
({\displaystyle 1}이 있는) 가환환 {\displaystyle R}에 대해, {\displaystyle \operatorname {Spec} R}를 {\displaystyle R}의 스펙트럼(모든 소 아이디얼들의 집합)이라고 하고, {\displaystyle \operatorname {max\,Spec} R}를 그 극대 아이디얼의 집합이라고 하자. 극대 아이디얼은 소 아이디얼이므로 {\displaystyle \operatorname {max\,Spec} R\subseteq \operatorname {Spec} R}이다.
자리스키 위상은 {\displaystyle R}의 아이디얼 {\displaystyle {\mathfrak {a}}\subseteq R}에 대해 다음 집합을 닫힌 집합으로 정의한다.
{\displaystyle V({\mathfrak {a}})=\{{\mathfrak {p}}\in \operatorname {Spec} R\mid {\mathfrak {a}}\subseteq {\mathfrak {p}}\}}
이것은 아핀 대수다양체에서 자리스키 위상 공간 {\displaystyle \mathbb {A} ^{n}}의 닫힌집합 {\displaystyle V(S)=\{x\in \mathbb {A} ^{n}\mid f(x)=0,\forall f\in S\}}을 조금 수정하여 확장한 것이다.
왜냐면 {\displaystyle x\in \mathbb {A} ^{n}}, {\displaystyle f(x)=0,\forall f\in S}은  {\displaystyle f\in {\mathfrak {m}}_{x},\forall f\in S}과 동치이다. (여기서 {\displaystyle {\mathfrak {m}}_{x}}는 점{\displaystyle x\in \mathbb {A} ^{n}}에 대응되는 극대 아이디얼이며, 따라서 {\displaystyle S\subseteq {\mathfrak {m}}_{x}}이다.)
그래서 {\displaystyle V(S)=\{{\mathfrak {m}}_{x}\in \operatorname {max\,Spec} R\mid S\subseteq {\mathfrak {m}}_{x}\}}으로 바꿔 표현할 수 있다.
이제 여기서 {\displaystyle S}를 포함하는 극대 아이디얼 뿐만이 아닌 {\displaystyle S}를 포함하는 소 아이디얼들까지 품는 좀더 큰 집합으로 생각하면, {\displaystyle S}를 대신 아이디얼 {\displaystyle {\mathfrak {a}}=(S)}로 대체하였을 때
{\displaystyle V({\mathfrak {a}})=\{{\mathfrak {p}}\in \operatorname {Spec} R\mid {\mathfrak {a}}\subseteq {\mathfrak {p}}\}}
를 얻는다. 이는 아핀 스킴의 자리스키 위상을 정의한다.
스킴은 아핀 스킴을 이어붙여 얻는 환 달린 공간이므로, 스킴의 자리스키 위상은 아핀 스킴으로 구성된 열린 덮개로부터 유도된다.

### 그로텐디크 위상
위상 공간 {\displaystyle X}의 열린 덮개 {\displaystyle \{X_{i}\}_{i\in I}}는 {\displaystyle \textstyle \bigcup _{i\in I}X_{i}=X}인 열린집합들의 모임이다.
스킴의 경우, 자리스키 열린집합은 열린 부분 스킴에 대응된다. 범주론적으로, 이는 열린 몰입으로 생각할 수 있다. 따라서, 스킴 {\displaystyle X}의 자리스키 덮개(영어: Zariski cover)는 같은 공역을 가진 열린 몰입의 족 {\displaystyle \{\iota _{i}\colon X_{i}\to X\}_{i\in I}}가운데, 그 치역들의 합집합이 {\displaystyle X} 전체인 것이다.
{\displaystyle \bigcup _{i\in I}\iota _{i}(X_{i})=X}
자리스키 덮개는 스킴의 범주 {\displaystyle \operatorname {Sch} } 위의 그로텐디크 준위상을 이루며, {\displaystyle \operatorname {Sch} } 위에 이 위상을 부여한 위치를 자리스키 위치(영어: Zariski site) {\displaystyle \operatorname {Zar} }라고 한다.
스킴 {\displaystyle X} 위의 큰 자리스키 위치(영어: big/gros Zariski site)는 조각 범주 {\displaystyle \operatorname {Zar} /X}이다.
스킴 {\displaystyle X} 위의 작은 자리스키 위치(영어: small/petit Zariski site) {\displaystyle \operatorname {zar} /X}는 다음과 같다.
- {\displaystyle \operatorname {zar} /X}의 대상은 {\displaystyle X}를 공역으로 하는 열린 몰입이다.
- {\displaystyle \operatorname {zar} /X}의 사상은 위의 열린 몰입들과 가환하는 스킴 사상이다.
- {\displaystyle \operatorname {zar} /X} 위의 덮개는 자리스키 덮개이다.

## 성질
자리스키 위상은 유클리드 공간의 표준적인 위상과 크게 다른 성질들을 갖는다. 대체로, 자리스키 위상은 매우 엉성하다. 즉, 열린집합과 닫힌집합이 충분히 존재하지 못한다.
예를 들어, 대수적으로 닫힌 체에 대한 유한 차원 아핀 공간 {\displaystyle \mathbb {A} ^{n}}을 생각하자. 이 경우:
- {\displaystyle \mathbb {A} ^{n}}의 모든 닫힌 진부분 집합은 (적어도 하나의 다항식을 만족시켜야 하므로) {\displaystyle n-1} 이하의 차원을 갖는다. 즉, 닫힌집합들은 매우 "작다".
- 반대로, 닫힌집합들의 여집합인 열린집합들은 매우 "크다". 공집합이 아닌 임의의 두 열린집합은 항상 교집합을 가지며, 공집합이 아닌 모든 열린 집합은 조밀 집합이다.

(고전적 및 스킴) 자리스키 위상은 T1 위상이다. 하지만 유한체가 아닌 체에 대한 대수다양체는 항상 하우스도르프 공간이 아니다.
뇌터 스킴의 자리스키 위상은 뇌터 위상 공간이다. 즉, 뇌터 스킴은 콤팩트 공간이며, 또한 뇌터 스킴의 모든 부분공간은 콤팩트 공간이다.

## 참고 문헌
- Hartshorne, Robin (1977). 《Algebraic geometry》. Graduate Texts in Mathematics (영어) 52. Springer. doi:10.1007/978-1-4757-3849-0. ISBN 978-0-387-90244-9. ISSN 0072-5285. MR 0463157. Zbl 0367.14001.
- Dummit, David S.; Foote, Richard M. (2004). 《Abstract Algebra》 (영어) 3판. Wiley. ISBN 978-0-471-43334-7. OCLC 248917264. Zbl 1037.00003.